# Rhécas
Rhécas ou Crécas, Κρέκας, ou Cercius  est l’un des conducteurs du char des Dioscures, avec Amphistrate, et devenu comme lui un des chefs de l'Héniochie .
On peut noter que Pline lui donne le nom de Telchius.

## Sources
1. ↑  Polyhistor, Chapitre XVI : Curiosités diverses en Scythie, et, dans cette contrée, de l’espèce canine, de l’émeraude, de la pierre dite cyanée, du cristal.
2. ↑  Strabon, Géographie, XI, 2.
3. ↑  Pline, Hist. Nat., lib. VI, eap. 5, pag.305.